# Стефан Тошкович
Стефан Минков Тошкович (на руски: Стефан Дмитриевич Тошкович) е български търговец и общественик, прекарал по-голямата част от живота си в Руската империя.
Роден е през 1790 година в Калофер във видния търговски род Тошкови. През 1819 година цялата фамилия се преселва в Одеса, където развиват мащабна търговия със зърно. Той е сред основателите и ръководителите на Одеското българско настоятелство. Брат е на търговеца Никола Тошков. Стефан има пет деца, четерима сина, сред които и изобретателят Николай Тошкович и дъщеря Мария. След венчаваката без родителското съгласие на Мария с Людвиг Дела-Вос, син на испанският емигрант Карл Делла-Вос, разгневеният Стефан лишава дъщеря си от средства и от наследство. След смъртта на Стефан Тошкович през 1870 г. четиримата братя на Мария Делла-Вос събират пари помежду си и подаряват на сестра си сума равна на нейния дял от наследството. Людвиг Делла-Вос се издига до действителният статски съветник, управляващ Харковската контролна палата. Художничката Олга Делла-Вос Кардовска е едно от 11 деца на Мария.
Името на Тошкович се свързва с препис на „История славянобългарска“, влязъл в историографията с името „Тошковичев препис“.
Стефан Тошкович умира през 1870 година.